# 大平台駅
大平台駅（おおひらだいえき）は、神奈川県足柄下郡箱根町大平台にある小田急箱根鉄道線（箱根登山電車）の駅である。駅番号はOH 53。

## 歴史
- 1919年（大正8年）6月1日：開業。
- 2023年（令和5年）3月18日：終日無人化[3]。

## 駅構造
頭端式ホーム2面2線を有する地上駅。折り返し型スイッチバック式の配線をとっており、スイッチバックを行う。
国道1号沿いに駅舎がある。終日無人駅。乗車券類の発売はホーム上の自動券売機で実施している。箱根登山電車にはスイッチバックが3箇所あるが、他2箇所は信号場であり、乗降可能な駅としては唯一である。かつて昼間時は全列車が列車交換を行わない時期もあった。
なお、箱根登山鉄道の表示看板やパンフレットでは各駅の標高が示されており、かつては349 mと表記されていたが、2013年の再調査で337 mに訂正されている。

### のりば
| 番線 | 路線         | 方向 | 行先                     | 備考                           |
| ---- | ------------ | ---- | ------------------------ | ------------------------------ |
| 1    | 箱根登山電車 | 下り | 強羅・早雲山・大涌谷方面 | 早雲山・大涌谷方面は強羅で乗換 |
| 2    | 箱根登山電車 | 上り | 箱根湯本・小田原方面     | 小田原方面は箱根湯本で乗換     |

- 以前[いつ?]は、番線の数字が逆であった。

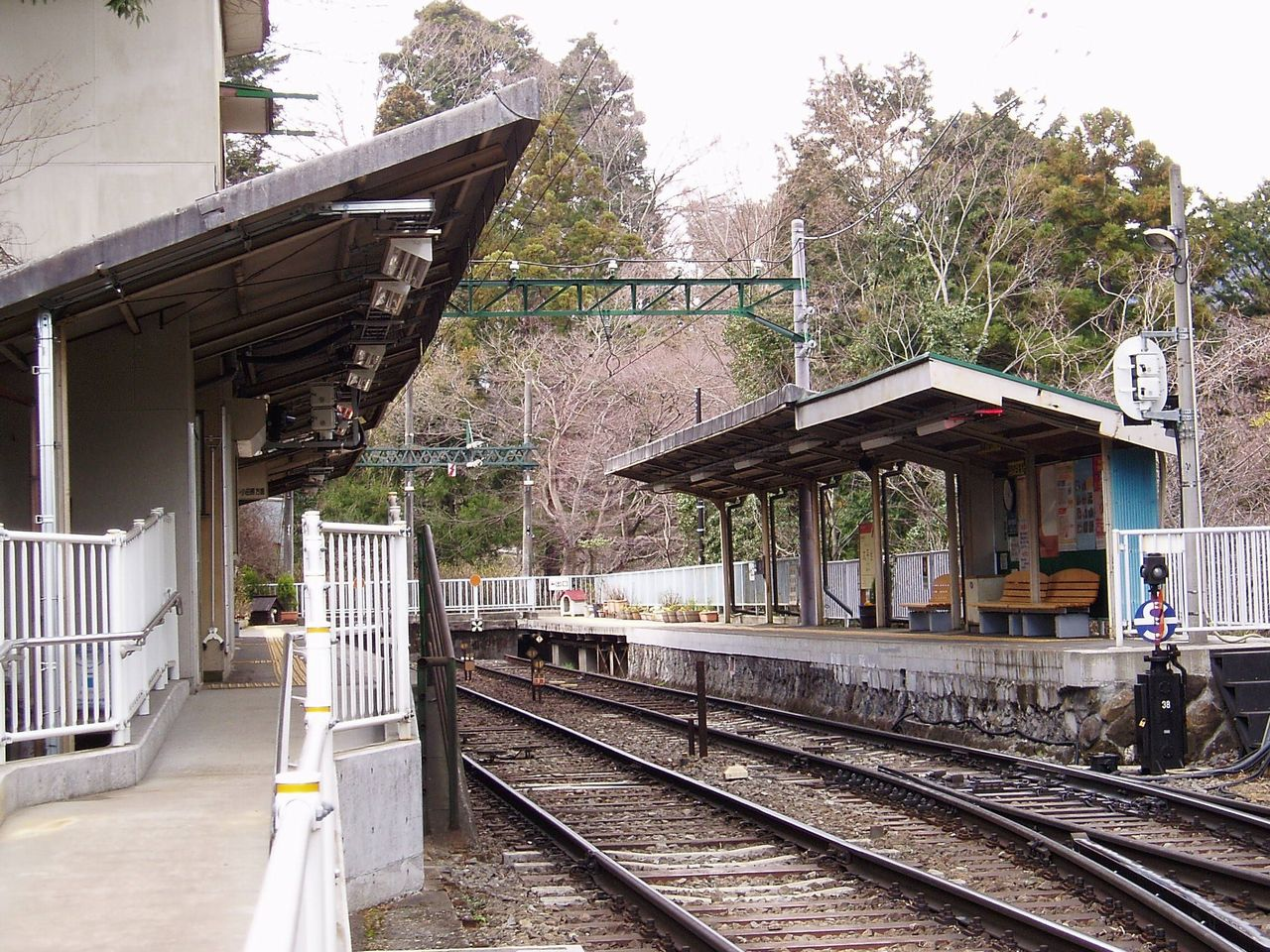
ホーム（2007年3月）
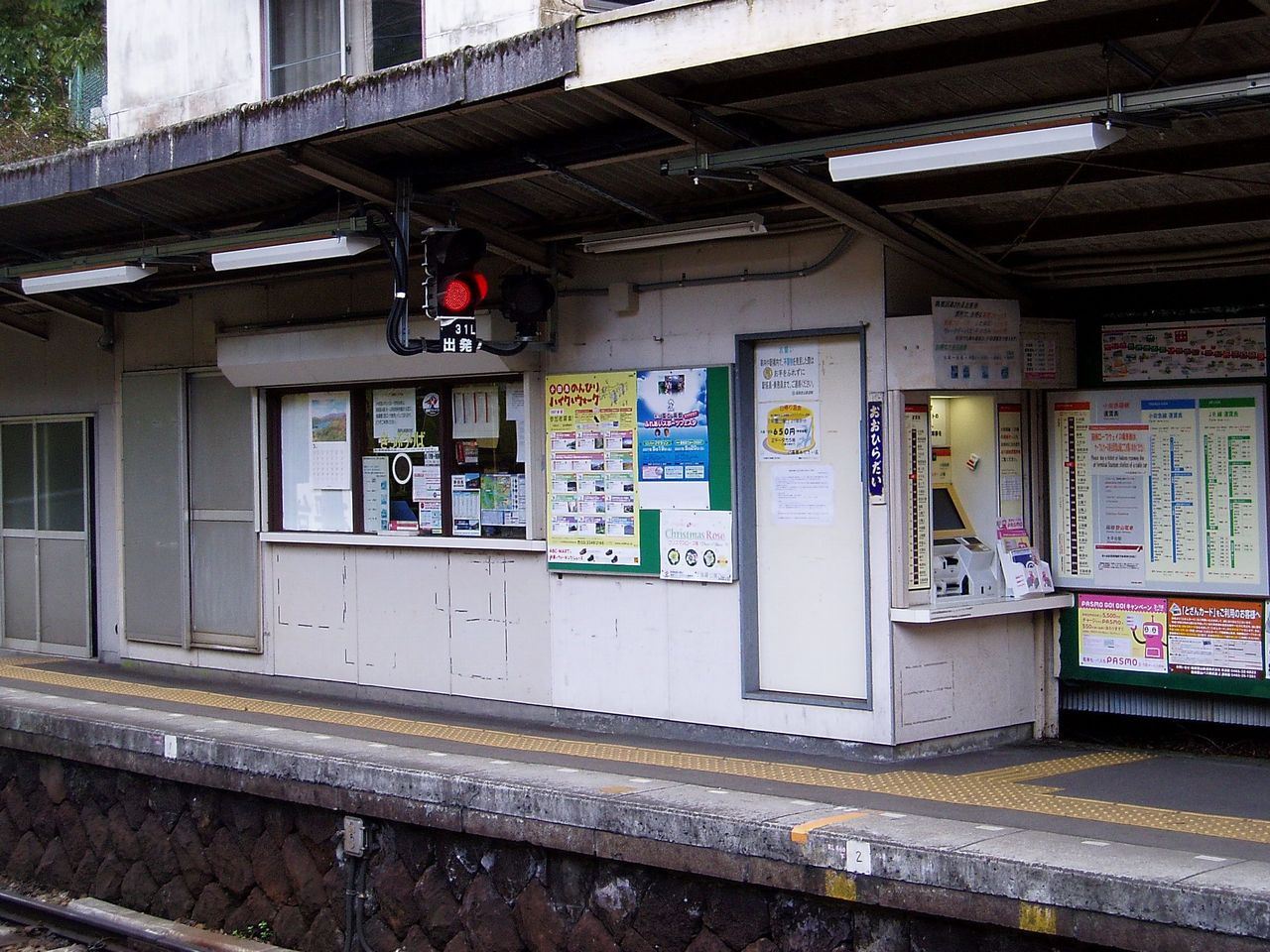
ホーム上に設けられた駅事務室（2007年3月）
- 駅構内の配線。ホームの左側の渡り線を使ってスイッチバックを行う。

## 利用状況
2008年度の1日平均乗車人員は213人である。近年の推移は下記の通り。
| 年度               | 1日平均 乗車人員 |
| ------------------ | ---------------- |
| 1998年（平成10年） | 319              |
| 1999年（平成11年） | 285              |
| 2000年（平成12年） | 278              |
| 2001年（平成13年） | 258              |
| 2002年（平成14年） | 260              |
| 2003年（平成15年） | 256              |
| 2004年（平成16年） | 255              |
| 2005年（平成17年） | 235              |
| 2006年（平成18年） | 236              |
| 2007年（平成19年） | 237              |
| 2008年（平成20年） | 213              |

## 駅周辺
- 大平台温泉
  - 姫の水
  - 姫之湯
- 林泉寺

登山鉄道沿線にはアジサイや枝垂れ桜が咲く。

### バス路線
- 大平台駅（停留所番号：OH53/127）
  - 箱根登山バス・伊豆箱根バス
  - 西方向
    - 宮ノ下・小涌園・元箱根港経由箱根町行（箱根登山） ※ 平日1本のみ芦の湯旧道経由
    - 宮ノ下・彫刻の森経由強羅駅行き ※ 平日に1本のみ
    - 宮ノ下・小涌園・元箱根経由関所跡・箱根町行（伊豆箱根）※1日1本のみ湯の花ホテルも経由
    - 宮ノ下・小涌園・元箱根経由箱根園行（伊豆箱根） ※ 1日2本のみ
    - 宮ノ下・小涌園・早雲山経由湖尻・箱根園行（伊豆箱根）※ 昼間は大涌谷も経由
    - 宮ノ下・宮城野・仙石経由仙石案内所・桃源台・湖尻行（箱根登山）
    - 宮ノ下・宮城野・仙石経由乙女峠・御殿場駅行（箱根登山） ※ 土休日2本のみ
    - 宮ノ下・宮城野・仙石経由御殿場プレミアムアウトレット行き

  - 東方向
    - 湯本駅経由小田原駅東口行（箱根登山・伊豆箱根）
    - 湯本駅行（箱根登山）

## 隣の駅
小田急箱根
 鉄道線（箱根登山電車）
塔ノ沢駅 (OH 52) - （出山信号場） - 大平台駅 (OH 53) - （上大平台信号場） - （仙人台信号場） - 宮ノ下駅 (OH 54)